# InterParliamentary EU information eXchange
InterParliamentary EU information eXchange (IPEX) ist eine Plattform für den Informationsaustausch unter den nationalen Parlamenten der Mitgliedstaaten und der Kandidatenländer der Europäischen Union sowie zwischen den nationalen Parlamenten und dem Europäischen Parlament in Bezug auf EU-Themen, vor allem im Lichte der Bestimmungen des Vertrags von Lissabon.
Die Rechte und Zuständigkeiten der nationalen Parlamente in EU-Angelegenheiten sind im Protokoll Nr. 1 über die Rolle der nationalen Parlamente in der Europäischen Union und im Protokoll Nr. 2 über die Anwendung der Grundsätze der Subsidiarität und Verhältnismäßigkeit festgelegt.

## Entstehung und Aufgaben
IPEX wurde auf der Grundlage einer Empfehlung der Konferenz der Präsidenten der nationalen Parlamente in der Europäischen Union (EU-PPK) von September 2000 geschaffen. Entsprechend den im Jahr 2004 verabschiedeten (und 2008 überarbeiteten) Richtlinien für die interparlamentarische Zusammenarbeit erfolgte der offizielle Start der Webseite im Juni 2006 während der EU-PPK in Kopenhagen.
Ziel von IPEX ist es, die nationalen Parlamente und das Europäische Parlament – insbesondere deren Fachausschüsse – durch die Veröffentlichung von Beschlüssen und Informationen in EU-Angelegenheiten schnell und aktuell zu unterstützen. Die Veröffentlichungen in IPEX dienen weiterhin der Vorbereitung und dem gegenseitigen Austausch im Rahmen der Parlamentspräsidentenkonferenz und der Konferenz der Europaausschüsse der Parlamente der Europäischen Union (COSAC) sowie im Rahmen der gemeinsamen Sitzungen der Fachausschüsse der nationalen Parlamente und des Europäischen Parlaments, der Parlamentarischen Versammlungen und sonstiger interparlamentarischer Konferenzen. Auch die Verbindungsbüros der nationalen Parlamente in Brüssel sind mit in den Austausch einbezogen.
Auf diese Weise hilft IPEX den Parlamenten in der Europäischen Union bei der engeren Zusammenarbeit und besseren Koordinierung ihres Vorgehens in europäischen Angelegenheiten und macht gleichzeitig interparlamentarische Beziehungen für die Bürger Europas transparent. So bietet IPEX eine mehrsprachige Navigation durch die Webseiten und veröffentlicht grundlegende Texte und Stellungnahmen der nationalen Parlamente in Englisch, Französisch und Deutsch sowie weiteren Sprachen der Europäischen Union.

## Gremien und Mitgliedschaft
Gemäß den IPEX-Richtlinien trifft das IPEX-Board nach den Vorgaben der Parlamentspräsidenten Beschlüsse über die Entwicklung von IPEX. Es wird jährlich von den Generalsekretären der nationalen Parlamente und des Europäischen Parlaments im Auftrag ihrer jeweiligen Präsidenten ernannt. Das IPEX-Board setzt sich zurzeit aus Vertretern der nationalen Parlamente der Slowakei, Luxemburgs, Estlands, beider Parlamentskammern Italiens, Maltas, beider Parlamentskammern Rumäniens, beider Parlamentskammern Belgiens, Dänemarks, beider Parlamentskammern Polens, beider Parlamentskammern Frankreichs, Portugals, Österreichs, Griechenlands, der Niederlande, Schwedens, des deutschen Bundestages sowie des Europäischen Parlaments zusammen.
Mitglieder von IPEX sind alle nationalen Parlamente von EU-Mitgliedstaaten, die nationalen Parlamente der Beitrittskandidaten und das Europäische Parlament. In allen nationalen Parlamenten gibt es IPEX-Korrespondenten, die ein Netzwerk bilden und unter anderem die Aufgabe haben, Stellungnahmen und Beschlüsse ihrer Parlamente sowie sonstige Beiträge zu EU-Angelegenheiten auf der IPEX-Webseite zu veröffentlichen. Auf diese Weise entsteht ein Überblick über die Aktivitäten der nationalen Parlamente im Rahmen der europäischen Gesetzgebung und bei der Debatte europäischer Angelegenheiten.

## Informationsangebot und Erreichbarkeit
Die IPEX-Webseite, die als internetöffentliches Portal konzipiert ist, bietet
- einen Überblick über den Stand der Behandlung von Vorschlägen für europäische Rechtsakte, deren Urheber die Europäische Kommission und andere europäische Institutionen sind, in den nationalen Parlamenten und dem Europäischen Parlament;
- einen Informationsaustausch zwischen den nationalen Parlamenten und dem Europäischen Parlament über Legislativvorschläge der Europäischen Union unter besonderer Berücksichtigung der Grundsätze der Subsidiarität und Verhältnismäßigkeit;
- einen Informationsaustausch über Konsultationsdokumente der Europäischen Kommission (Grün- und Weißbücher sowie Mitteilungen) im Rahmen ihres Politischen Dialogs mit den nationalen Parlamenten;
- einen Kalender der interparlamentarischen Zusammenarbeit;
- Links zu nationalen Parlamenten und zum Europäischen Parlament sowie anderen Webseiten der interparlamentarischen Zusammenarbeit im Rahmen der Europäischen Union, die Informationen über nationale und internationale institutionelle Verfahren in EU-Angelegenheiten enthalten.

Für den Informationsaustausch stehen in IPEX eine Datenbank und eine Nachrichtenrubrik zur Verfügung. Daneben findet sich in IPEX auch die Webseite der EU-Parlamentspräsidentenkonferenz. IPEX ist mit allen wichtigen europäischen Datenbanken verlinkt.